# 스테판 트레노
스테판 앙드레 미셸 트레노(프랑스어: Stéphane André Michel Traineau, 1966년 9월 16일~)는 프랑스의 유도 선수, 지도자이다. 올림픽에 4회 참가했고 1996년 하계 올림픽에서 남자 유도 하프헤비급 동메달, 2000년 하계 올림픽에서 남자 유도 하프헤비급 동메달을 획득했다. 